# Manilai Jagdish Desai
Manilai Jagdish Desai fue undiplomático, indio.
- Fue Bachelor of Arts, Bachelor of Civil Law (Bombay), Continuing legal education (1946), en:Indian Civil Service (British India).
- De 1928 a 1935 fue Recaudador de impuestos en el estado de Mumbay.
- De 1938 a 1939 fue secretario adjunto del departamento de impuestos del gobierno de Mumbay.
- De 1940 a 1942 fue director del Registros Tierras y Comisionado de Liquidación.
- De 1942 a 1946 fue secretario del Gobierno de Bombay, de Impuestos y del Departamento de Reconstrucción.
- De 1947 a 1948 fue director, de la en:Lal Bahadur Shastri National Academy of Administration..
- En 1948 perteneció a los asesores de la delegación de la India para. el Asamblea General de las Naciones Unidas en París.
- En 1951 fue asesor comercial el la Alta Comisión en Londres.
- De 1951 a 1953 fue enviado extraordinario y ministro plenipoteciario en Estocolmo con coacredición en Helsinki y Copenhague.
- En 1953 fue Secretario para el Mancomunidad de Naciones en el Ministerio de Asuntos Exteriores.
- De abril a agosto de 1954 fue Alto Comisionado interino en Londres.
- De 1954 a 1955 fue representante de la India y el presidente de la Comisión Internacional para la Supervisión y Control en Vietnam.
- De 1955 a 1961 fue Secretario del Departamento Commonwealth.[1]